# Horsbøl Sogn
Horsbøl Sogn (på tysk Kirchspiel Horsbüll) er et sogn i det nordvestlige Sydslesvig, tidligere i Viding Herred (Tønder Amt), nu i Embsbøl-Horsbøl Kommune i Nordfrislands Kreds i delstaten Slesvig-Holsten. 
I Horsbøl Sogn findes flg. stednavne:
- Benninghusum
- Didersbøl (Diedersbüll)
- Gaarde
- Honverthusum
- Horsbøl (delt i Gammel og Ny Horsbøl, Horsbüll)
- Klægende
- Mark
- Olfhusum
- Sønder Feddersbøl
- Toftende
- Vange (Wange)